# Dylan Page (basket-ball)
Pour les articles homonymes, voir Dylan Page et Page.
Dylan Page, né le 28 mars 1982 à Amherst dans le Wisconsin, est un joueur de basket-ball américain. Il joue au poste d'ailier et mesure 2,04 m.

## Biographie
Page commence sa carrière professionnelle au M.E.N.T. BC en Grèce lors de la saison 2004-05, il termine quatrième meilleur marqueur et sixième meilleur rebondeur du championnat grec.
En août 2012, il signe avec l'équipe slovène de l'Union Olimpija avec qui il dispute l'Euroligue. Il participe à sept matchs dans la compétition européenne qu'il termine avec 15 points et 4 rebonds par match. Toutefois, Union Olimpija et Page se séparent en raison de la naissance de son premier enfant en janvier 2013. Le 12 février 2013, il signe en Turquie avec le Royal Halı Gaziantep pour le reste de la saison.
Le 24 juillet 2013, Page signe en République tchèque au ČEZ Basketball Nymburk.
En septembre 2014, il signe en Belgique au Proximus Spirou Basket. En janvier 2015, il met un terme à sa saison en raison d’une déchirure du long péroné latéral.

## Clubs
- 2000-2004 :  Université du Wisconsin-Milwaukee (NCAA)
- 2004-2005 :  M.E.N.T. (ESAKE)
- 2005-2007 :  Panellinios Athènes (ESAKE)
- 2007-2008 :  CB Granada (Liga ACB)
- 2008-2009 :  Élan béarnais Pau-Orthez (Pro A)
- 2009-2012 :  Chorale Roanne Basket (Pro A)
- 2012-2013 :  Union Olimpija
- 2013 :  Royal Halı Gaziantep
- 2013-2014 :  ČEZ Nymburk
- 2014-2015 :  Proximus Spirou Basket (D1 belge)